# Hans Halvorsen
Hans Halvorsen (født 17. oktober 1947) er aarhusiansk politiker og fagforeningsmand og udlært maskinarbejder. Hans Halvorsen har været medlem af Aarhus Byråd for Socialdemokraterne siden 2002.
Han var rådmand for Sociale forhold og Beskæftigelse fra 1. januar 2010 til 31. december 2013. Siden 1. januar 2014 har han været formand for Økonomiudvalget, formand for Beskæftigelsesudvalget og næstformand i Socialudvalget.
Hans Halvorsen har været faglig aktiv siden 1973, hvor han blev valgt som tillidsmand på virksomheden Crisplant. Siden blev han sekretær og kasserer i fagforeningen Metal Aarhus. 
Fra 1998 til 31. december 2010 var Hans Halvorsen formand for LO Århus.

## Ekstern henvisning
- Hans Halvorsens hjemmeside Arkiveret 12. august 2019 hos  Wayback Machine